# Ехидновые
Ехи́дновые (лат. Tachyglossidae) — семейство млекопитающих из отряда однопроходных. Семейство содержит три рода, из них один вымерший. Современный ареал семейства включает: Австралию, Новую Гвинею и острова в проливе Басса.
Анализ полных геномов показывает, что предки яйцекладущих млекопитающих отделились от предков плацентарных и сумчатых примерно 187 млн лет назад, а предки утконосовых и ехидновых разделились 55 млн лет назад.

## Название
Название этого млекопитающего восходит к др.-греч. ἔχιδνα — «змея», «гадюка».
Слово было напрямую заимствовано от англ. Echidna. В английском языке название объясняется возможным именованием в честь греческой богини Ехидны, которая была наполовину женщиной и наполовину змеёй (гадюкой), так как это животное тоже обладает качествами как млекопитающих, так и рептилий. Возможно, слово также происходит от искажённого названия морских ежей, лат. Echinoidea, др.-греч. ἐχῖνος.

## Общие сведения
Ехидны похожи на ежей или небольших дикобразов, так как покрыты грубой шерстью и иголками; кроме того, они, подобно ежам, могут при опасности сворачиваться в шар. Длина их тела может быть до приблизительно 30 см. Масса варьирует в пределах двух-трёх килограммов.
Голова маленькая и узкая, завершается клювом-хоботом, достигающим 7,5 см. У ехидны нет зубов, рот маленький. Основу рациона составляют термиты и муравьи, которых ехидны ловят своим длинным клейким языком, а также другие некрупные беспозвоночные, которых ехидны раздавливают во рту, прижимая языком к нёбу.
Конечности ехидны короткие и довольно сильные, с мощными плоскими когтями, благодаря чему они могут хорошо копать. На задних лапах имеется один особо длинный коготь, им животное чешется и избавляется от паразитов.
Тело полностью покрыто жёсткой шерстью бурого или чёрного цвета (на морде и лапах она короче). Оно равномерно усыпано полыми иглами длиной до шести сантиметров; иглы обычно жёлтые, иногда чёрные на концах.

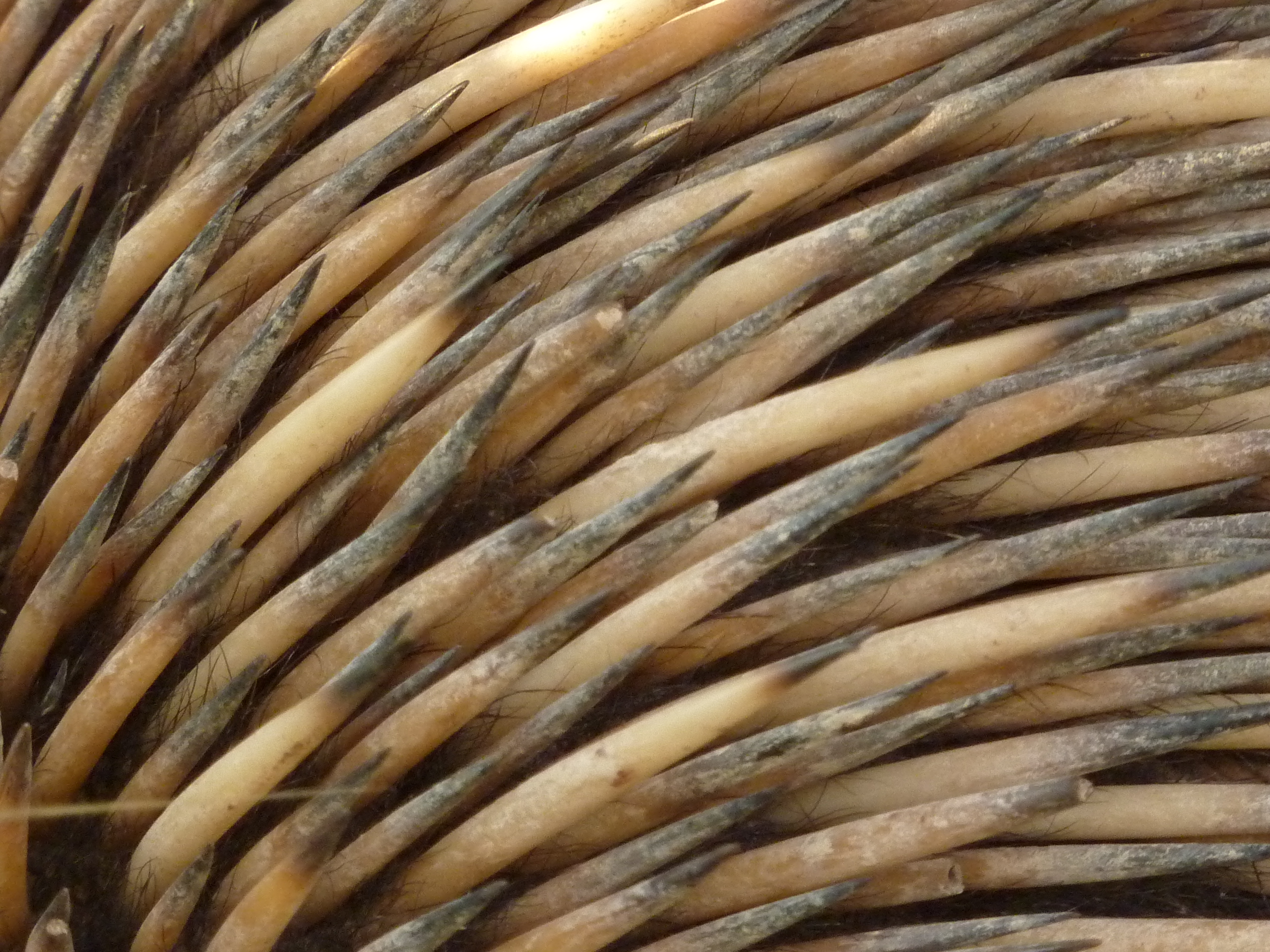
Мех и иголки ехидны

## Поведение и образ жизни
Бо́льшую часть года, за исключением брачного сезона зимой, ехидны живут в одиночку. Каждая особь охраняет свою территорию, на которой она охотится. Ехидны не имеют постоянного убежища. Они хорошо плавают и пересекают крупные водоёмы. В неблагоприятных условиях могут впасть в спячку.
У ехидны слабое зрение, но благодаря острому слуху и обонянию они в состоянии замечать малейшие движения вокруг себя. В случае какой-либо угрозы ехидны быстро прячутся в зарослях или в расщелинах скал. При отсутствии таких естественных убежищ ехидны быстро зарываются в землю и на поверхности остаются только несколько иголок. Если же местность открыта, а грунт твёрдый, то ехидны просто сворачиваются в шар, напоминая ежа. Лишь немногие хищники справляются с такой защитой: опытные собаки динго и лисицы могут убить взрослую ехидну, застав её на твёрдой ровной поверхности и атакуя со стороны брюха (шар, в который сворачивается ехидна, не полный). Иногда на молодых ехидн охотятся и вараны.

### Размножение
Спаривание занимает до часа, происходит на боку. Самка ехидны через три недели после совокупления откладывает одно яйцо с мягкой скорлупой весом около полутора граммов и размещает его в своей сумке. «Насиживание» длится десять суток. После вылупления полуторасантиметровый детёныш вскармливается молоком, которое выделяется порами на двух молочных полях (у однопроходных нет сосков), и остаётся в сумке матери от 45 до 55 суток, пока у него не начинают расти иголки. После этого мать роет для детёныша нору, в которой оставляет его, возвращаясь каждые 4—5 дней для кормления молоком. Таким образом молодая ехидна опекается матерью до достижения семимесячного возраста.

## Классификация
Семейство ехидновых включает два современных рода и четыре вида:
- Род Tachyglossus Illiger, 1811 — Ехидны
  - Tachyglossus aculeatus (Shaw, 1792) — Австралийская ехидна
- Род Zaglossus (O. Thomas, 1907) — Проехидны
  - Zaglossus attenboroughi Flannery & Groves, 1998 — Проехидна Аттенборо
  - Zaglossus bartoni — Проехидна Бартона
  - Zaglossus bruijni (Peters & Doria, 1876) — Проехидна Брюйна

Согласно обзору Фланнери и др. (2022), к семейству также относятся два вымерших рода и три вида:
- Род Megalibgwilia Griffiths, Wells & Barrie, 1991
  - Megalibgwilia robusta (Dun, 1895)
  - Megalibgwilia owenii (Krefft, 1868), syn. Megalibgwilia ramsayi Owen, 1884
- Род Murrayglossus Flannery et al., 2022
  - Murrayglossus hacketti (Glauert, 1914)

## Эволюция

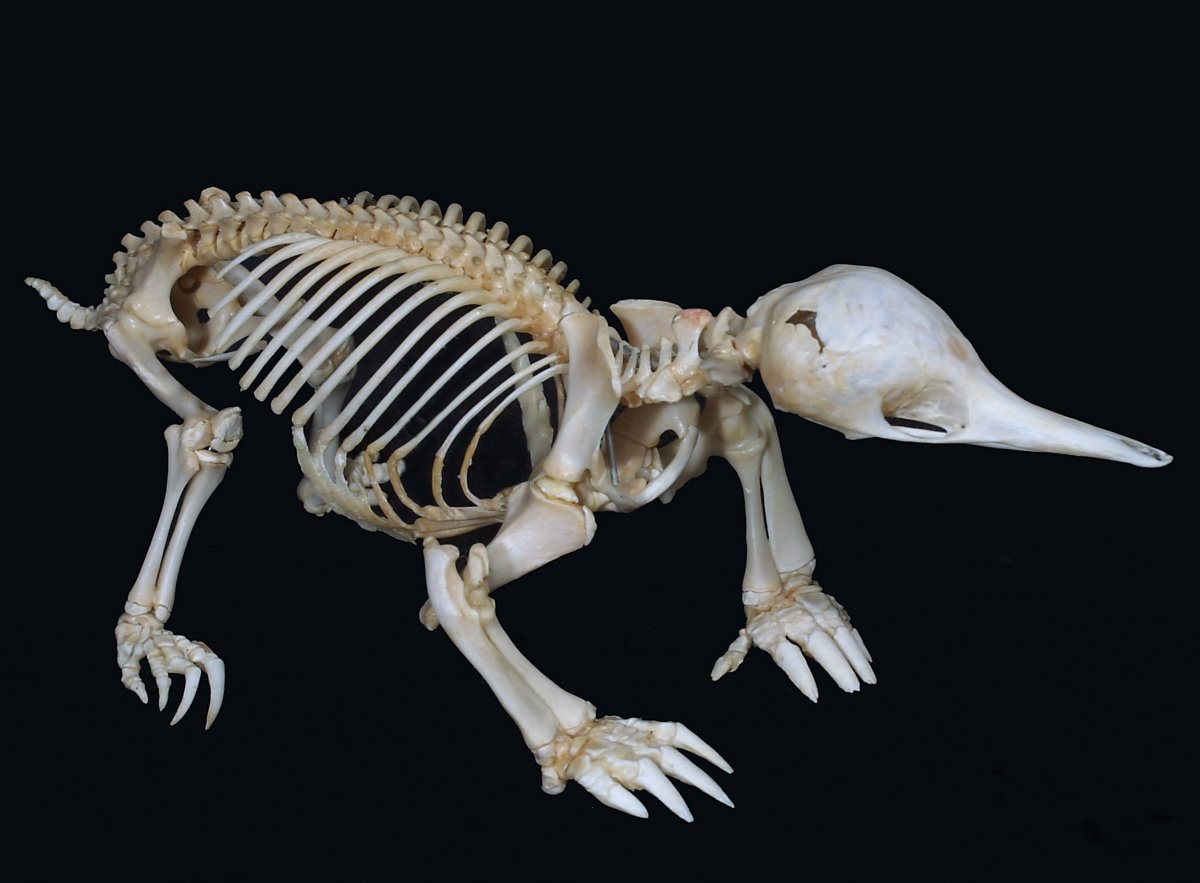
Скелет ехидны

У ехидны на «клюве» расположено множество электрорецепторов; предполагается, что они были унаследованы от предков, которые вели полуводный образ жизни.

## Угрозы и опасности
Отрицательное влияние на распространение и численность ехидн оказывают занесённые человеком в их место обитания хищники. Большую опасность представляет также сокращение традиционных мест обитания, в связи с чем все виды рода проехидна признаны находящимися под угрозой исчезновения.

## В культуре
- Австралийская ехидна изображена на многих австралийских почтовых марках, а также на монете 5 австралийских центов.
- В серии игр на Sega Sonic the Hedgehog один из основных персонажей Наклз является ехидной.
- Второстепенный персонаж в мультфильме «Легенды ночных стражей».